# Lilija Zil'berštejn
Lilija Efimovna Zil'berštejn (in cirillico: Лилия Ефимовна Зильберштейн; Mosca, 19 aprile 1965) è una pianista russa.

## Biografia
Lilija Zil'berštejn, nata a Mosca, cominciò a studiare il pianoforte all'età di cinque anni. L'anno seguente fu iscritta alla Scuola Musicale di Stato Gnessin della sua città, dove divenne allieva di Ada Traub e di Alexander Satz, diplomandosi poi nel 1988. Ma già nel 1987 il suo nome era cominciato a circolare nel mondo musicale poiché in quell'anno la giovane pianista vinse il concorso Ferruccio Busoni di Bolzano, dopo essere già stata premiata in un concorso pianistico in patria e in un altro a Riga. La sua vittoria fece sensazione, e soltanto dopo altri cinque anni al Concorso Busoni fu nuovamente assegnato un primo premio. Questo successo le aprì le porte delle sale da concerto in Italia, dove debuttò al Maggio Musicale Fiorentino. Dal 1988 ebbero inizio le sue tournée all'estero, che la portarono successivamente in quasi tutti i Paesi d'Europa, nonché in Messico, Giappone, Canada e Brasile. Nel 1990 Lilija Zil'berštejn emigra in Germania, dove debutta a Monaco di Baviera ed è subito messa sotto contratto dalla Casa discografica Deutsche Grammophon.
Nel 1991 debutta a Berlino con i Berliner Philharmoniker diretti da Claudio Abbado, iniziando con il direttore d'orchestra milanese una costante e duratura collaborazione. Da allora ha suonato con le orchestre più celebri del mondo, tra cui la Chicago Symphony Orchestra, l'Orchestra Sinfonica Čajkovskij di Mosca, la London Symphony, la Royal Philharmonic Orchestra, l'Orchestra Filarmonica della Scala, la Staatskapelle Dresden e molte altre. Oltre che con Claudio Abbado, ha suonato con direttori d'orchestra come Paavo Berglund, Semën Byčkov, Gustavo Dudamel, Christoph Eschenbach, Dmitrij Kitajenko, James Levine, Michael Tilson Thomas,  Jean-Pascal Tortelier, Marcello Viotti e altri. Nel 1998, a Siena, le è stato conferito il Premio dell'Accademia Musicale Chigiana, riconoscimento che hanno avuto, tra gli altri, artisti come Gidon Kremer, Anne-Sophie Mutter e Krystian Zimerman.
Lilija Zil'berštejn ha inciso numerosi dischi, tra i quali si segnala la prima registrazione integrale di tutta l'opera pianistica di Fryderyk Chopin, uscita nel 1999 presso la Deutsche Grammophon. Fra i CD di maggiore successo, l'incisione, per la medesima etichetta, dei Concerti per pianoforte e orchestra n. 2 e n. 3 di Sergej Rachmaninov con Abbado e i Berliner Philharmoniker (1994). Ha spesso suonato in duo e inciso con la pianista Martha Argerich, con la quale festeggia nel 2019 i vent'anni di collaborazione artistica. In concerti di musica da camera è stata più volte partner del violinista russo Maxim Vengerov. La pianista è ospite fissa presso le sale da concerto e i festival musicali più importanti a livello mondiale, non solo in Europa ma anche in Cina, a Taiwan, negli Stati Uniti e in Sudamerica. È stata per anni docente alla Hochschule für Musik und Theater Hamburg e alla Universität für Musik und darstellende Kunst Wien, succedendo in questo ruolo a Paul Badura-Skoda e Oleg Maisenberg. Attualmente insegna all'Accademia Musicale Chigiana di Siena e tiene masterclass in tutto il mondo.
Ritenuta una delle regine del pianismo internazionale , Lilija Zil'berštejn è particolarmente apprezzata per il suono pieno, caldo e dorato e per il senso dell'equilibrio dinamico e delle proporzioni. In un'intervista Martha Argerich ha detto di lei: "è una pianista perfetta, ha un modo di suonare del tutto spontaneo: semplicemente di classe mondiale!"

## Discografia (parziale)
- Johannes Brahms, Variazioni su un tema di Paganini, op. 35 - 3 Intermezzi op. 117 - 6 Klavierstücke op. 118  (Deutsche Grammophon, 1990; nuova ed, 2017)
- Johannes Brahms, Sonata per violino e pianoforte n. 3, op. 108 (vl. Maxim Vengerov). EMI
- Johannes Brahms, Sonata per 2 pianoforti op. 34b (con Martha Argerich). EMI, 2002
- Johannes Brahms, Concerto n. 1 per pianoforte e orchestra, op. 15 - Ouverture Tragica, op. 81 (trascrizione per pf. a 4 mani dell'autore), con Cord Garben. (Hänssler Classic)
- Fryderyk Chopin, Sonata per pianoforte n. 1, op. 4 - Mazurche - Rondeau - Walzer (Deutsche Grammophon)
- Edvard Grieg, Concerto per pianoforte e orchestra, op. 16. Orchestra Sinfonica di Göteborg dir. Neeme Järvi (Deutsche Grammophon)
- Modest Musorgskij, Quadri di un'esposizione - Sergej Rachmaninov, 6 Momenti musicali (Hänssler Classic)
- Sergej Rachmaninov, Concerti per pianoforte e orchestra n. 2, op. 18 e n. 3 op. 30 (Berliner Philharmoniker, Claudio Abbado). Deutsche Grammophon, 1994
- Sergej Rachmaninov, Sonata per violoncello e pianoforte, op. 19 (con Gautier Capuçon). EMI, 2002
- Sergej Rachmaninov, Preludi op, 32 (Deutsche Grammophon)
- Franz Schubert, Sonata per pianoforte in re maggiore D. 850 - Franz Liszt, Après une lecture de Dante - Schubert / Liszt, Gretchen am Spinnrade (Deutsche Grammophon, 1990)
- Dmitrij Šostakovič, Sonata per pianoforte n. 1, op. 12 (Deutsche Grammophon)
- Dmitrij Šostakovič, Concertino per 2 pianoforti, op. 94 (con Martha Argerich). EMI, 2006
- Ludwig van Beethoven, Sonata in la maggiore per pianoforte n. 2, op. 2 (live). K&K Verlagsanstalt, 2007
- Ludwig van Beethoven, Sonata n. 23, in fa minore, op. 57 "Appassionata" (live). K&K Verlagsanstalt, 2007
- Johannes Brahms, 8 Klavierstücke op. 76 - 11 Variazioni in re maggiore su un tema originale, op. 21 n.1 - 14 Variazioni in re maggiore su una melodia ungherese, op. 21 n. 2 (live). K&K Verlagsanstalt, 2008.